# Adalbert von Pommern
Adalbert († 3. April zwischen 1160 und 1164) war der erste Bischof von Pommern.  Bischofssitz war  Wollin. Bis zu seinem Amtsantritt war er Pfarrer an der Kirche St. Peter in Wollin gewesen,  davor Mönch der Benediktinerabtei Kloster Michelsberg in Bamberg sowie Kaplan Boleslaws III.
Der pomoranischen Sprache kundig, begleitete er den Bischof Otto von Bamberg bei dessen Missionsreisen durch Pommern als Dolmetscher. Adalbert wurde, als nach dem Tode des Pommernapostels Otto von Bamberg, und noch durch ihn angebahnt, in diesem Lande ein eigenes Bistum begründet wurde, noch auf Ottos Empfehlung und nach Vorschlag des Herzogs Ratibor I., da ein Domkapitel noch nicht existierte, durch die versammelten Großen des Landes im Jahr 1139 zum Bischof gewählt. Dem neuen, von jedem Suffraganverhältnis eximierten und allein dem Papst unterstellten Bistum mit Sitz in Wollin (ab 1176 in Cammin), dessen Sprengel mit den politischen Grenzen des damaligen Pommerns zusammenfallen sollte, trat alsbald das Stift Bamberg seine Rechte und Einkünfte in den Gegenden links der Oder ab und Herzog Ratibor I. fügte Begabungen auf dem rechten Ufer hinzu.
Nach seiner Wahl hat sich Adalbert nach Rom begeben, wo am 14. Oktober 1140 seine Weihe und Konfirmation durch eine Bulle von Papst Innozenz II. stattfand. Nach der Rückkehr in seinen, noch keineswegs dem Christentum innerlich völlig zugewendeten Sprengel ließ Adalbert es sich angelegen sein, für die Befestigung des neuen Glaubens durch oberhirtliche Tätigkeit, wie Gründung von Kirchen und Heranziehen von Geistlichen zu sorgen, wobei er durch Herzog Ratibor I. unterstützt wurde. An den politischen Schicksalen Pommerns war er genötigt Anteil zu nehmen, als im Jahr 1147 der Bischof Heinrich Zdik von Olmütz mit seinem zur Bekehrung oder Unterjochung der vermeintlich noch heidnischen Ostseeländer gesammelten Kreuzheere bis vor Stettin gekommen war und die Stadt umlagerte. Es gelang Bischof Adalbert im Verein mit den einflussreichsten Männern der Stadt, die Gefahr abzuwenden, indem sie darauf hinwiesen, dass zur Befestigung des christlichen Glaubens in diesen Ländern wohl Predigt, nicht aber Waffengewalt vonnöten sei. Durch weitere Verhandlungen brachte es Adalbert dahin, dass die Kreuzfahrer gänzlich abzogen. 
In der für sein Bistum nun folgenden Zeit der Ruhe wandte sich Adalbert von neuem der seelsorgerischen Tätigkeit zu und gründete am 3. Mai 1153 im Verein mit Herzog Ratibor I. das erste Kloster in Pommern, Kloster Stolpe in Stolpe an der Peene an der Stelle, wo 1136 des Herzogs Bruder, Wartislaw I., erschlagen und zu seinem Gedächtnis eine Kirche erbaut war. Die neue Stiftung wurde mit Mönchen aus dem Kloster Berge bei Magdeburg besetzt und ihm alle künftig noch zu erbauenden Kirchen dieser Landschaft untergeben. Gleiche Unterstützung erfuhr Adalbert nach Herzog Ratibors I. Tode durch die beiden Neffen desselben, die Herzöge Bogislaw I. und Kasimir I. Seine letzte Handlung war die Bestätigung des noch von Ratibor I. gestifteten und reich begabten Klosters Grobe bei Usedom am 8. Juni 1159.
Adalberts Todesjahr ist nicht genau festzustellen, er starb an einem 3. April zwischen 1160 und 1164.